# قصف يونجسان
حدث قصف يونجسان من قبل القوات الجوية الأمريكية أثناء الهجوم الكوري الشمالي في الحرب الكورية وشمل غارة قصف مدمرة في سيول. حوالي 50 قاذفة من طراز B-29 مع القوات الجوية الأمريكية الخامسة قصفت يونجسان، سيول في 16 يوليو 1950. أسقطت طائرات B-29 قنابل على ساحة التبديل والترسانة خلف محطة يونجسان لإبطاء تقدم الجيش الكوري الشمالي؛ لكن بعض القنابل أخطأت الأهداف وأصابت منشآت مدنية. قُتل حوالي 1،587 مواطناً يمثلون 58.6٪ من إجمالي الخسائر في صفوف المدنيين. ورفضت لجنة الحقيقة والمصالحة في كوريا الجنوبية التحقيق في الحادث، واصفة عملية القصف بضرورة عسكرية.